# Rosemary Quispe
Rosemary Quispe, född 20 augusti 1983, är en friidrottare från Bolivia. Hon deltog vid olympiska sommarspelen 2016.